# ACL G1-Serie
Die G1-Serie war die weltweit erste Baureihe von ConRo-Schiffen (vom englischen Container RORo) – einem Schiffstyp, mit dem gleichzeitig Container sowie RoRo-Ladung transportiert werden können. Das Konzept der G1-Serie wurde in Schweden entwickelt. Die vier Schiffe, Atlantic Span, Atlantic Star, Atlantic Song und Atlantic Saga wurden 1965 bei drei verschiedenen Bauwerften von den drei schwedischen Reedereien Wallenius Lines, Rederi AB Transatlantic und Svenska Amerika Linjen (Broströms) in Auftrag gegeben, wobei Wallenius zwei Schiffe geordert hatte und eines der Schiffe an den vierten Partner, die Nederlandsche Amerikaansche Stoomvaart Maatschappij, abgab. Die 1967 in Fahrt gesetzten Einheiten wurden in Zeitcharter für das gemeinsame Reedereikonsortium Atlantic Container Line eingesetzt. Das Typschiff Atlantic Span wurde bei den Nordseewerken in Emden gebaut, zwei der anderen Schiffe entstanden bei der Werft Ateliers et Chantiers de Dunkerque in Dünkirchen und eines wurde von der Öresundsvarvet in Landskrona erstellt. In den Jahren 1975 und 1976 wurde das Schiffsquartett um jeweils 25,80 m verlängert, wodurch die Containerkapazität um 400 TEU stieg. Dabei wurden auch rund 80 Meter lange Verbreiterungen zur Verbesserung der Stabilität angebaut. In den Monaten November und Dezember 1987 trafen schließlich alle vier Schiffe zum Abbruch bei der Kuo Dar Steel Enterprise Company in Kaohsiung ein.

## Laderaumanordnung
Die vier Schwesterschiffe hatten jeweils vier mit Cellguides ausgerüstete Luken, bzw. Laderäume für den normalen Transport von Containern (569/969 TEU). Sie waren mit Trailer- und Autodecks verschiedener Höhen versehen (5500 m² Decksfläche mit 4,5 m Höhe und 9800 m² Decksfläche mit 1,7 m Höhe), die über eine 7 Meter breite Heckrampe erreicht werden konnten. Weiterhin waren auch noch je drei 4,5 mal 4,5 m messende Seitenpforten zu finden. Das vom RoRo-Bereich über eine weitere Rampe zu erreichende Wetterdeck konnte ebenfalls mit Trailern und Containern beladen werden.

## Die Schiffe
| ACL G1-Serie                 | ACL G1-Serie                           | ACL G1-Serie | ACL G1-Serie       | ACL G1-Serie                                                                          | ACL G1-Serie |
| Bauname                      | Bauwerft/ Baunummer                    | IMO-Nummer   | Ablieferung        | Auftraggeber                                                                          | Umbenennungen und Verbleib |
| ---------------------------- | -------------------------------------- | ------------ | ------------------ | ------------------------------------------------------------------------------------- | --- |
| Atlantic Span                | Nordseewerke/383                       | 6716613      | 31. Juli 1967      | Rederi AB Transatlantic, Göteborg                                                     | 15. Oktober 1975 bis 31. Januar 1976 bei den Nordseewerken verlängert, 1984 Atlantic Service, ab 19. November 1987 bei der Kuo Dar Steel Enterprise Company in Kaohsiung verschrottet |
| Atlantic Saga                | Öresundsvarvet/208                     | 6717813      | 4. September 1967  | Svenska Amerika Linjen (Broströms), Göteborg                                          | 1976 bei Götaverken verlängert, ab 7. Dezember 1987 bei der Kuo Dar Steel Enterprise Company in Kaohsiung verschrottet                                                                |
| Atlantic Song                | Ateliers et Chantiers de Dunkerque/254 | 6711766      | 25. September 1967 | AB Soya (Wallenius), Stockholm                                                        | Im Juli 1976 in Innoshima verlängert, ab 16. November 1987 bei der Kuo Dar Steel Enterprise Company in Kaohsiung verschrottet                                                         |
| Atlantic Star                | Ateliers et Chantiers de Dunkerque/255 | 6719603      | November 1967      | Nederlandsche Amerikaansche Stoomvaart Maatschappij (Holland America Lijn), Rotterdam | 1976 verlängert, ab 14. Dezember 1987 bei der Kuo Dar Steel Enterprise Company in Kaohsiung verschrottet                                                                              |
| Daten: Equasis, grosstonnage |                                        |              |                    |                                                                                       | |